# Loren Ryder
Loren Ryder (Pasadena, 9 marzo 1900 – Monterey, 28 maggio 1985) è stato un effettista statunitense e ingegnere del suono vincitore di sette premi Oscar e candidato ad altri 12.
Dopo aver prestato servizio militare durante la prima guerra mondiale, Ryder studiò fisica e matematica all'Università della California - Berkeley, laureandosi nel 1924. Andò a lavorare alla Pacific Telephone & Telegraph. Nel 1928, Ryder entrò alla Paramount Pictures dove lavorò nel campo emergente dei film sonori. Dal 1936 al 1957 fu ingegnere capo dello studio e direttore del suono alla Paramount Studio Sound Department.  Alcuni dei suoi successi inclusero lo sviluppo del formato VistaVision e la produzione del primo lungometraggio che utilizzava la registrazione audio magnetica. Ryder fece parte del team di produzione che ricevette un Oscar onorario all'undicesima edizione dei Premi Oscar per i loro sforzi sul film della Paramount Il falco del nord (Spawn of the North). Durante la seconda guerra mondiale, il generale George Smith Patton fece appello alla competenza audio di Ryder per riuscire a mascherare i suoni dei carri armati americani nella battaglia del Bulge.

## Riconoscimenti
L'anno si riferisce all'anno della cerimonia di premiazione.
- 1938
  - Nomination Oscar al miglior sonoro insieme alla Paramount Studio Sound Department per Un mondo che sorge (Wells Fargo)
- 1939
  - Oscar onorario Per i notevoli traguardi ottenuti nella creazione di effetti speciali visivi (trasparenze) e sonori presso la Paramount Pictures per il film Il falco del nord (Spawn of the North) insieme a Gordon Jennings (effetti speciali), Jan Domela (assistente per gli effetti speciali), Devereaux Jennings (assistente per gli effetti speciali), Irmin Roberts (assistente per gli effetti speciali), Art Smith (assistente per gli effetti speciali), Loyal Griggs (assistente per le trasparenze), Farciot Edouart (effetti speciali), Harry D. Mills (assistente per gli effetti sonori), Louis Mesenkop (assistente per gli effetti sonori) e Walter Oberst (assistente per gli effetti sonori)
  - Nomination Oscar al miglior sonoro insieme alla Paramount Studio Sound Department per Un vagabondo alla corte di Francia (If I Were King)
- 1940
  - Nomination Oscar ai migliori effetti speciali insieme a Gordon Jennings e Farciot Edouart per La via dei giganti (Union Pacific)
  - Nomination Oscar al miglior sonoro insieme alla Paramount Studio Sound Department per The Great Victor Herbert
- 1941
  - Nomination Oscar ai migliori effetti speciali insieme a  Gordon Jennings (effetti fotografici) e Farciot Edouart (effetti fotografici) per Tifone sulla Malesia (Typhoon)
  - Nomination Oscar al miglior sonoro insieme alla Paramount Studio Sound Department per Giubbe rosse (North West Mounted Police)
- 1942
  - Oscar alla tecnica insieme a Douglas Shearer, alla Metro-Goldwyn-Mayer Studio Sound Department e alla Paramount Studio Sound Department per essere stati i pionieri nello sviluppo dell'emulsione a grana fine per la registrazione originale del sonoro a densità variabile in una produzione
  - Nomination Oscar al miglior sonoro insieme alla Paramount Studio Sound Department per Skylark
- 1943
  - Nomination Oscar al miglior sonoro insieme alla Paramount Studio Sound Department per Avventura al Marocco (Road to Morocco)
- 1944
  - Nomination Oscar al miglior sonoro insieme alla Paramount Studio Sound Department per La gioia della vita (Riding High)

- 1945
  - Nomination Oscar al miglior sonoro insieme alla Paramount Studio Sound Department per La fiamma del peccato (Double Indemnity)
- 1946
  - Oscar alla tecnica insieme a Charles R. Daily e alla Paramount Studio Sound Department per la progettazione, costruzione e l'uso del primo canale audio con quadrante controllato passo-passo e circuito di prova
  - Nomination Oscar al miglior sonoro insieme alla Paramount Studio Sound Department per Il fantasma (The Unseen)
- 1950
  - Oscar alla tecnica insieme a L. Ryder, Bruce H. Denney, Robert Carr e alla Paramount Studio Sound Department per lo sviluppo e l'applicazione della riproduzione supersonica e il sistema di indirizzo pubblico
- 1951
  - Oscar al merito tecnico-scientifico insieme a L. Ryder e alla Paramount Studio Sound Department per la prima applicazione di un ampio studio di registrazione sonora magnetica nella produzione di un film
- 1954
  - Nomination Oscar al miglior sonoro insieme alla Paramount Studio Sound Department per La guerra dei mondi (The War of the Worlds)
- 1955
  - Oscar al merito insieme alla Paramount Pictures, Loren L. Ryder, John R. Bishop e a tutti i membri dello staff tecnico e di ingegneria per lo sviluppo di un metodo per la produzione e la proiezione dei film conosciuto come VistaVision
  - Nomination Oscar al miglior sonoro insieme alla Paramount Studio Sound Department per La finestra sul cortile (Rear Window)
- 1956
  - Oscar alla tecnica insieme a L. Ryder, Charles West, Henry Fracker e alla Paramount Studios per un indice di proiezione del film per stabilire la corrette visualizzazione alle varie proporzioni
- 1957
  - Nomination Oscar al miglior sonoro insieme alla Paramount Studio Sound Department per I dieci comandamenti (The Ten Commandments)